# 甘华田
甘华田（1963年1月—），男，汉族，四川荣县人，中华人民共和国政治人物，中国农工民主党党员，四川大学华西医学中心副主任，第十三届全国人民代表大会四川地区代表、第十四届全国人民代表大会代表。

## 生平
2018年2月24日，当选为第十三届全国人大代表。